# Сядринська сільська рада
Ся́дринська сільська́ ра́да — адміністративно-територіальна одиниця та орган місцевого самоврядування в Корюківському районі Чернігівської області. Адміністративний центр — село Сядрине.

## Загальні відомості
Сядринська сільська рада утворена у 1997 році.
- Територія ради: 62,82 км²
- Населення ради: 1 098 осіб (станом на 2001 рік)

## Населені пункти
Сільській раді підпорядковані населені пункти:
- с. Сядрине
- с. Будище
- с. Самотуги
- с. Тельне

## Склад ради
Рада складається з 12 депутатів та голови.
- Голова ради: Прокопчук Світлана Вікторівна
- Секретар ради: Сорока Тетяна Михайлівна

### Керівний склад попередніх скликань
| Прізвище, ім'я, по батькові    | Основні відомості                                                                                  | Дата обрання | Дата звільнення |
| ------------------------------ | -------------------------------------------------------------------------------------------------- | ------------ | --------------- |
| Савченко Олександр Миколайович | Сільський голова, 1973 року народження, освіта вища, член Всеукраїнського об'єднання «Батьківщина» | 26.03.2006   | 31.10.2010      |
| Савченко Олександр Миколайович | Сільський голова, 1973 року народження, освіта вища, член Всеукраїнського об'єднання «Батьківщина» | 31.10.2010   | 28.05.2013      |
| Прокопчук Світлана Вікторівна  | Сільський голова, 1985 року народження, освіта вища, позапартійна                                  | 25.05.2014   |                 |

Примітка: таблиця складена за даними сайту Верховної Ради України

### Депутати
За результатами місцевих виборів 2010 року депутатами ради стали:

#### За суб'єктами висування
| Суб'єкт висування | Кількість обраних депутатів | %    |
| ----------------- | --------------------------- | ---- |
| Самовисування     | 7                           | 58,3 |
| Партія регіонів   | 5                           | 41,7 |

#### За округами
| № округу        | Прізвище, ім'я, по батькові    | Дата визнання обраним | Освіта  | Партійна приналежність                        | Відомості про обраного депутата                                             |
| --------------- | ------------------------------ | --------------------- | ------- | --------------------------------------------- | --------------------------------------------------------------------------- |
| Партія регіонів |                                |                       |         |                                               |                                                                             |
| 2               | Дудко Олена Анатоліївна        | 01.11.2010            | вища    | позапартійна                                  | приватний підприємець                                                       |
| 3               | Домащенко Наталя Федорівна     | 01.11.2010            | вища    | позапартійна                                  | ПСП «Колос», доярка                                                         |
| 4               | Погуляй Михайло Михайлович     | 01.11.2010            | середня | позапартійний                                 | пенсіонер                                                                   |
| 7               | Кукуюк Іван Ілліч              | 01.11.2010            | вища    | позапартійний                                 | Корюківське управління газового господарства, головний інженер              |
| 12              | Сорока Ігор Миколайович        | 01.11.2010            | вища    | позапартійний                                 | Корюківський районний відділ внутрішніх справ, старший дільничний інспектор |
| Самовисування   |                                |                       |         |                                               |                                                                             |
| 1               | Романенко Марина Володимирівна | 14.10.2013            | середня | позапартійна                                  | тимчасово не працює, Корюківський р-н, с. Сядрине, вул. Шевченка,1          |
| 5               | Кравченко Олена Василівна      | 01.11.2010            | вища    | позапартійна                                  | загальноосвітня школа І-ІІІ cт., заступник директора                        |
| 6               | Зборщик Василь Петрович        | 01.11.2010            | вища    | член Всеукраїнського об'єднання «Батьківщина» | КП «Корюківка-лic», майстер лісу                                            |
| 8               | Кир'ян Марина Валентинівна     | 01.11.2010            | вища    | позапартійна                                  | загальноосвітня школа І-ІІІ cт., педагог організатор                        |
| 9               | Сорока Тетяна Михайлівна       | 01.11.2010            | вища    | позапартійна                                  | Сільська рада, секретар                                                     |
| 10              | Лисиця Микола Миколайович      | 01.11.2010            | середня | член Всеукраїнського об'єднання «Батьківщина» | тимчасово не працює                                                         |
| 11              | Ткаченко Любов Миколаївна      | 01.11.2010            | вища    | позапартійна                                  | пенсіонер                                                                   |